# Cábala hermética
La cábala hermética (Del hebreo: קַבָּלָה «recepción» o «contabilidad»), es una tradición esotérica occidental que implica el misticismo y el ocultismo. 
Es la filosofía que subyace y el marco de una de las sociedades mágicas tales como la Orden Hermética de la Aurora Dorada, y las órdenes helénicas. La Cábala hermética oculta, surgió juntamente y unida con la Cábala cristiana en el renacimiento europeo, convirtiéndose en las diversas maneras cristianas esotéricas, no cristianas, o anticristianas a través de cuyas diferentes academias en la era moderna. Se basa en un gran número de influencias, sobre todo: Cábala judía, Astrología occidental, Alquimia, religiones paganas, especialmente la religión antigua egipcia, y la religión greco-romana (de esta última se deriva el término «Cábala hermética»), el Neoplatonismo, el Gnosticismo, el sistema enoquiano de la magia angélica de John Dee y Edward Kelly, el Hermetismo, el Tantra y el simbolismo del Tarot.
- Datos: Q1613576
- Multimedia: Hermetic Qabalah / Q1613576